# 김지철 (축구 선수)
김지철(한국 한자: 金地鐵, 1995년 4월 6일 ~ )은 대한민국의 전 축구 선수이며, 포지션은 골키퍼였다.